# خربة الخصاص
خربة الخصاص هي إحدى قرى فلسطين المهجرة بعد حرب 1948، دمرت القرية في تلك الأحداث، ويحل محلها الآن بلدة أشكلون الإسرائيلية. كانت القرية قائمة على أرض مستوية في المنطقة الساحلية وتحيط بها من جانبيها الشمالي والغربي كثبان الرمل (التي حال السكان، يغرسها الأشجار، دون زحفها). وكانت طريق فرعية تربط الخصاص بالطريق العام الساحلي، الذي كان على بعد نحو 4 كيلومترات إلى جهة الشرق، وبواسطته كانت القرية ترتبط بمدينتي غزة والمجدل. وكانت طرق أخرى غير معبّدة تربطها بالقرى المجاورة. ويبدو أن الموقع كان آهلا في العصور القديمة بحسب ما يستدل من بقايا الآثار والمقابر.
بنيت الخصاص التي صنفت مزرعة في (معجم فلسطين الجغرافي المفهرس)، في موقع خربة، وذلك بعد الحرب العالمية الأولى. في البدء عَمد فلاحون من المناطق المجاورة إلى بناء أكواخ مؤقتة في الموقع، يأوون إليها أيام الحصاد، ثم استوطنوا المنطقة بالتدريج وبنوا فيها منازل بالطوب وكان للقرية شكل مربع، وكانت الأزقة الضيقة تفصل بين منازلها. وكان سكانها وهم من المسلمين يقصدون المجدل وقريتي الجورة ونعليا للحصول على الخدمات الطبية والتربوية والإدارية. وكانوا يتزودون المياه للاستعمال الخارجي من آبار حول القرية، ويزرعون الخضروات وأشجار الفاكهة، بما فيها الحمضيات والعنب والتين واللوز والمشمش، المعتمدة على الريّ.
في 1944-1945, كان ما مجموعه 191 دونما مخصصا للحمضيات والموز و 419 دونما للحبوب و 2671 دونما مرويا أو مستخدما للبساتين.

## احتلال القرية
دخل الجنود الإسرائيليون القرية وقت دخولهم مدينة المجدل وكان ذلك في 4-5 تشرين الثاني-نوفمبر 1948, عند نهاية عملية يوآف.

## القرية اليوم
شاهد في الموقع أنقاض المنازل التي كانت مبنية بالأسمنت والجص. وتنمو فيه نبات الصبار وأشجار نخيل الدوم والجميز، فضلا عن ست أشجار باسقة من الكينا. أما الأراضي المحيطة بالموقع فتقوم هيئة تطوير حكومية بزراعتها.
طغت بلدة أشكلون الإسرائيلية على موقع القرية.